# Kirchenkreis Spandau
Der Evangelische Kirchenkreis Spandau ist einer von zehn Kirchenkreisen der Evangelischen Kirche Berlin-Brandenburg-schlesische Oberlausitz im Sprengel Berlin. Er umfasst 16 Gemeinden mit etwa 50.000 evangelischen Christen und entspricht flächenmäßig dem Berliner Bezirk Spandau.

## Geschichte
Der Ursprung des evangelischen Kirchenkreises Spandau geht direkt zurück auf das Reformationsgeschehen im 16. Jahrhundert. Somit ist er der älteste in der Kirchengeschichte der Mark Brandenburg.

### Ursprünge
Nachdem der Brandenburger Kurfürst Joachim II am 1. November 1539 in der Spandauer Nikolaikirche das Abendmahl in beiderlei Gestalt empfangen und mit seiner Kirchenordnung von 1540 die Reformation in Brandenburg eingeführt hatte, gewann die evangelische Kirche organisatorische Gestalt. Dazu gehörten Kirchenvisitationen, die nach lutherischem Verständnis vorerst durch die Landesherren durchgeführt wurden. Bei der zweiten Visitation im Jahr 1576 wurde der erste Prediger an St. Nikolai zum Inspektor (später: Superintendent) ernannt und ihm aufgetragen, die Aufsicht auch über die benachbarten Kirchengemeinden zu führen. „Er solle nicht bloss auf seine Kirchendiener, sondern auf die benachbarten Pfarrer, so allhie visitiert, fleissig sehen und das Ungebührliche abwenden und verhüten helfen“. Erster Inspektor war von 1538 bis 1540 Heinrich Machelt. Seitdem ist das Amt des Spandauer Superintendenten mit der ersten Pfarrstelle (Oberpfarrer) an St. Nikolai verbunden.
Zur Inspektion (Superintendentur) Spandau gehörten 1560 die Pfarren: 
- 1. St. Nicolai zu Spandau, mater, Privat-Patronats; Staaken, filia mit eigenen Pfarrern
- 2. St. Johannis zu Spandau, Personalgemeinde innerhalb der Parochie St. Nicolai, kgl. Patronats
- 3. Bötzow, mater, kgl. Patronats; Schönwalde, filia, Privat-Patronats
- 4. Wansdorf, mater, Privat-Patronats; Pausin, mater conjuncta, kgl. Patronats
- 5. Marwitz, mater, kgl. Patronats; Velten, filia, kgl. Patronats; Eichstädt, mater conjuncta, Privat-Patronats
- 6. Vehlefanz, mater, kgl. Patronats; Bärenklau, filia, kgl. Patronats
- 7. Schwante, mater, Privat-Patronats; Klein Ziethen, filia, kgl. Patronats
- 8. Quaden

Im Laufe der Jahre wuchsen der Superintendentur zahlreiche Pfarren westlich der Havel zu, die 1730 an die neu errichtete Potsdamer Inspektion abgegeben wurden. Darunter befanden sich auch die Gemeinden Kladow, Gatow und Glienicke.
Im Jahre 1600 fand die dritte Generalkirchenvisitation statt. Als Ergebnis der Visitation wurde der Superintendent beauftragt, auch die Verkündigung der Pfarrer in den umliegenden Dörfern zu begutachten. Weiterhin wurde eine alljährliche Versammlung der Pfarrer im Spandauer Kirchenkreis einberufen, bei der „Lehre und Leben der Geistlichen“ besprochen wurden – der Vorläufer des Pfarrkonvents.
Nach der Gründung Groß-Berlins im Jahr 1920 verließ der Kirchenkreis Spandau in der Amtszeit des Superintendenten Augustat den Verband der Kurmark und zählte fortan zur 1871 geschaffenen Generalsuperintendentur Berlin, schloss sich aber zunächst nicht dem Berliner Stadtsynodalverband an.
Im Jahr 1937 gehörten die folgenden neun Gemeinden und Pfarrsprengel mit insgesamt 144.856 Gemeindegliedern zum Kirchenkreis Spandau:
- Luthergemeinde mit drei Pfarrstellen und 39.000 Gemeindegliedern, 1897 aus St. Nicolai ausgegliedert
- Melanchthonkirchgemeinde mit drei Pfarrstellen und 36.000 Gemeindegliedern, 1916 aus St. Nicolai ausgegliedert
- St. Nicolai-Gemeinde mit vier Pfarrstellen und 30.000 Gemeindegliedern
- Haselhorst mit einer Pfarrstelle und 16.000 Gemeindegliedern, 1938 aus St. Nicolai ausgegliedert
- Spandau-Siemensstadt mit zwei Pfarrstellen und 10.000 Gemeindegliedern, 1919 aus St. Nicolai ausgegliedert
- Dorfkirche Berlin-Staaken mit einer Pfarrstelle und 2.800 Gemeindegliedern, 1893 aus St. Nicolai ausgegliedert
- Gartenstadt Berlin-Staaken mit einer Pfarrstelle und 4.000 Gemeindegliedern, 1925 aus Dorfkirche Berlin-Staaken ausgegliedert
- Marwitz (Velten/Mark) mit einer Pfarrstelle und 556 Gemeindegliedern
- Velten (Mark) mit einer Pfarrstelle und 6.500 Gemeindegliedern

Mit dem Umzug des von Johann Hinrich Wichern gegründeten Johannesstiftes von Plötzensee in den Spandauer Stadtwald zählte auch die Anstaltskirchengemeinde mit ihrer 1910 erbauten Stiftskirche zum Kirchenkreis Spandau.
Eine weitere Veränderung erfuhr der Kirchenkreis durch die Teilung bestehender Kirchengemeinden:
- Wichern-Kirchengemeinde 1937 von der Luther-Kirchengemeinde ausgegliedert
- Weihnachts-Kirchengemeinde 1938 ausgegliedert aus St. Nikolai.[9]
- Evangelische Kirchengemeinde Pichelsdorf 1942 aus der Melanchthon-Kirchengemeinde ausgegliedert.[10]

### Der Kirchenkreis Spandau in der Zeit des Nationalsozialismus
Die Zeit des Kirchenkampfes im Kirchenkreis Spandau war vor allem geprägt durch das Wirken von Superintendent lic. Martin Albertz, Mitglied der zweiten vorläufigen Leitung der oppositionellen Bekennenden Kirche und Leiter des illegalen Prüfungswesens der unter den Nationalsozialisten verbotenen Kirchlichen Hochschule. Sein Wirken stieß auf den Widerstand der im Kirchenkreis Spandau dominierenden Kirchenpartei der Deutschen Christen, denen u. a. auch der stellvertretende Superintendent und Mitpfarrer an St. Nikolai Dr. Rolf Berg angehörte. Albertz wurde mehrfach verhaftet. 1936 wurde ihm die Leitungsfunktion für den Spandauer Kirchenkreis entzogen. Für ihn wurde als Verwalter Pf. Hertel eingesetzt. Albertz ignorierte die kirchlichen Zwangsmaßnahmen und führt sein „früheres Pfarramt einfach weiter“. Unterstützung im Kirchenkreis fand Albertz bei den anderen Bekenntnispfarrern Georg Blenn und Kurt Draeger (St. Nikolai, Altstadt), Heinrich Kroppenstedt (Siemensstadt), Johannes Theile (Staaken-Dorf), Hermann Bunke (erst Lutherkirche/Wichernkapelle, dann Hakenfelde), Johannes Stephan, Staaken (Gartenstadt), Hermann Stephan, (Lutherkirche) sowie von engagierten Laien wie Werkmeister Wiesner und Frau Edith Mertin in der Melanchthonkirche sowie dem Kirchenkreisvorsteher Du Mont und den Ingenieuren Napholz (Haselhorst) und Walter Zillich (Siemensstadt).

### Entwicklungen nach dem Zweiten Weltkrieg
Neue Gestalt gewann der Kirchenkreis Spandau nach dem Ende des Zweiten Weltkrieges, der eine Anpassung der Kirchenkreisgrenzen entlang der von den alliierten Siegermächten gesetzten Sektorengrenzen Berlins mit sich brachte. Spandau fand sich nun im Britischen Sektor Berlins wieder. Nach dem Bau der Berliner Mauer 1961, der eine Kommunikation mit den in der sowjetischen Besatzungszone (später: DDR) verbliebenen Gemeinden unmöglich machte, verlor der Kirchenkreis Spandau die Gemeinden Marwitz und Velten an den Kirchenkreis Oranienburg, gewann jedoch wiederum die Kirchengemeinden Kladow und Gatow aus dem Kirchenkreis Potsdam II. Aus dem Kirchenkreis Falkensee wurde der im britischen Sektor Berlins gelegene Gemeindebereich Groß-Glienicke dem Kirchenkreis Spandau zugeordnet. Für diesen Gemeindebereich wurde 1953 die Schilfdachkapelle „Zum Guten Hirten“ errichtet, die Gemeinde wurde 1964 selbständig. Die Kirchengemeinde Staaken wurde durch die Grenzziehung geteilt, die Dorfkirche verblieb in der DDR und wurde dem Kirchenkreis Falkensee zugeordnet.
Vor allem durch die Errichtung neuer Wohngebiete in Spandau entstanden durch Gemeindeteilungen zahlreiche neue Kirchengemeinden im Kirchenkreis.
- Paul Gerhard-Gemeinde. Errichtet am 1. April 1946 als Ausgliederung von der Luther-Kirchengemeinde[21]
- Kirchengemeinde Spandau-Klosterfelde. 1958 ausgegliedert aus St. Nikolai[22]
- Evangelische Zuflucht-Kirchengemeinde 1952 ausgegliedert aus der Luther-Kirchengemeinde;[23]
- Nathan-Söderblom-Gemeinde 1963 aus der Melanchthon-Kirchengemeinde ausgegliedert.[24]
- Gemeindezentrum Laurentius 1965 aus der Melanchthon-Kirchengemeinde ausgegliedert.[25]
- Petrus-Kirchengemeinde 1965 aus St. Nikolai ausgegliedert.[26]
- Evangelische Kirchengemeinde Radeland 1965 errichtet aus Gemeindeteilen der Paul-Gerhardt- und der Zufluchtgemeinde.[27]
- Gemeindezentrum am Falkenhagener Feld 1967 von Klosterfelde abgezweigt.[28]
- Kirchengemeinde am Germersheimer Platz 1967 von Klosterfelde abgezweigt.[29]
- Kirchengemeinde Heerstraße-Nord 1969 errichtet aus Gemeindeteilen der Kirchengemeinde Staaken und der Laurentius-Kirchengemeinde[30]

### Ladenkirche
Praktisch-theologische Bedeutung erlangte die 1960 von den Theologen Ernst Lange und Alfred Butenuth initiierte Ladenkirche am Brunsbütteler Damm als Filiale von St. Nikolai – später der Petrus-Kirchengemeinde. In einer ehemaligen Bäckerei wurden niederschwellige Gottesdienst- und Begegnungsformen sowie Beteiligungsmodelle an der Verkündigung erprobt. 1970 wurde die Ladenkirche eine eigenständige Kirchengemeinde „Am Brunsbütteler Damm“. Nach dem Zusammenschluss der Kirchengemeinden Petrus, am Brunsbütteler Damm und St. Nikolai 1998 wurde die Ladenkirche im Januar 2004 aufgegeben. In die Räumlichkeiten zog ein Bildungs- und Beratungszentrum des Kirchenkreises Spandau.

## Organisation

### Leitung

#### Kreissynode
Die Kreissynode ist das höchste Leitungsgremium des Kirchenkreises Spandau, das über die Arbeit und die Organisation des Kirchenkreises entscheidet. Im „Parlament“ des Kirchenkreises sind die Gemeinden, die Mitarbeiter und die Pfarrer vertreten. Mitglieder der Kreissynode vertreten die Interessen des Kirchenkreises in der Landessynode der Evangelischen Kirche Berlin-Brandenburg-schlesische Oberlausitz (EKBO).
Die Kreissynode wird alle sechs Jahre neu gebildet, zuletzt im September 2020. Sie besteht aus den von den Gemeinden gewählten Vertretern, den Pfarrern und den hauptamtlichen Mitarbeitern des Kirchenkreises. Präses und Vorsitzender ist seit September 2020 Stefan Pfeiffer, Vizepräsides sind Alexander Remler und Brigitte Körner.

#### Superintendenten/Kollegium
Folgende Superintendenten leiteten den Kirchenkreis
- Heinrich Machelt 1538–1540
- Johann Herz 1540–1542
- Johann Schmool 1542–1543
- Johann Garcäus 1543–1546
- Christoph Lasius 1546–1555
- Johann Salmuth 1555–1556
- Johann Aquila 1567–1578
- Albert Colerus 1578–1598
- Christoph Gigas 1598–1603
- Joachim Grunovius 1603–1618
- Tobias Reinhart 1618–1626
- Wolfgang Günther 1626–1632
- Joachim Mauritz 1632–1659
- Daniel von der Linde 1660–1679
- Zacharias Matthiä 1680–1702
- Joachim Lamprecht 1702–1728
- Georg Lamprecht 1728–1759
- Johann Gottfried Freyer 1759–1778
- Daniel Friedrich Schulze 1778–1811
- Otto Julius Fidler 1812–1831
- Karl Jeremias Hornburg 1831–1845
- Johann Friedrich Stechow 1845–1848
- Ludwig Karl Theodor Guthke 1849–1881
- Wilhelm Hensel (Pfarrer an der Lutherkirche) 1881–1889
- Otto Carl Louis Recke 1889–1915
- Fritz Augustat 1915–1931[38]
- Martin Albertz 1931–1953
- Martin Schutzka 1954–1960
- Günther Brandt 1960–1971

[1972–2021: kollegiale Leitung]
- Florian Kunz seit 2021

Mit einem Kollegium als Leitungsgremium an Stelle eines Superintendenten unterschied sich der Kirchenkreis Spandau von anderen Kirchenkreisen in Berlin. Nach dem Eintritt von Superintendent Brandt in den Ruhestand 1971 entschied sich die Herbstsynode des Kirchenkreises mit großer Mehrheit für ein kollegiales Leitungsmodell. Im Januar 1972 übernahm ein Interimskollegium die Leitung des Kirchenkreises, in dem Pfn. Treichel, Amtsrichter i. R. Augustat, Pf. Cauer, Pf. Buthenuth, Pf. v. d. Hude und Pf. Schurich mitarbeiteten. Im Juli 1972 traten Kreiskirchenrat und das Interimskollegium zurück. Das Modell einer kollegialen Leitung wurde von der Kirchenleitung abgelehnt, Oberkirchenrat Kehr wurde als kommissarischer Verwalter von der Kirchenleitung beauftragt.
Im Frühjahr 1974 begann eine dreijährige Erprobungszeit einer neuen kollegialen Leitung, die um weitere drei Jahre verlängert wurde.
Nach einer Grundordnungsänderung durch Beschluss der Regionalsynode im November 1979 begann ab 1. Januar 1980 die Amtszeit eines dritten Kollegiums, wie es nun als Sonderweg in der Grundordnung der EKBO (Artikel 58) vorgesehen ist. Die Satzung des Kirchenkreises sah jetzt vor: „Im Kirchenkreis Spandau werden die Aufgaben der Superintendentin oder des Superintendenten einem Kollegium übertragen.“ Ausgehend vom biblischen Grundsatz des „Priestertums aller Gläubigen“ und der Überzeugung, dass die Vielfalt von Gaben, über die Menschen verfügen, gerade auch in die Leitung eines Kirchenkreises einfließen sollte, hatte sich die Kreissynode damals zu diesem Schritt entschieden.
Seither leitete ein Kollegium gemeinsam mit dem Kreiskirchenrat den Kirchenkreis Spandau. Es bestand aus fünf Mitgliedern, Pfarrern und ehrenamtlichen Laien verschiedener Berufe. Die Mitgliedschaft im Kollegium erfolgte auf Vorschlag des Generalsuperintendenten des Sprengels Berlin durch Wahl der Kreissynode für die Dauer von sechs Jahren. Der Vorsitzende des Kreiskirchenrates war zugleich Mitglied des Kollegiums. Im Einvernehmen mit dem Kreiskirchenrat wurden Aufgaben wie die Dienstaufsicht für die Pfarrer in den Gemeinden und die kreiskirchliche Mitarbeiterschaft, die Vertretung des Kirchenkreises in der Öffentlichkeit oder die Koordinierung kreiskirchlicher Projekte wahrgenommen.
Von April 2014 bis August 2021 gehörten dem Kollegium an: Marlene Beilig-Eckart, Pfarrer Karsten Dierks (Vorsitzender), Heike Holz, Pfarrer Steffen Köhler und Gudrun Speidel.
Im September 2020 hat die Kreissynode Spandau beschlossen, dass der Kirchenkreis fortan nicht mehr von einem Kollegium, sondern von einem Superintendenten oder einer Superintendentin geleitet werden soll, da sich die Situation seither verändert habe und die Aufgaben komplexer geworden seien. Die Kreissynode wählte daraufhin auf ihrer Frühjahrssynode im April 2021 Pfarrer Florian Kunz zum Superintendenten der Evangelischen Kirche in Spandau. Er trat sein Amt am 1. September 2021 an.

#### Kreiskirchenrat
Der Kreiskirchenrat leitet den Kirchenkreis und vertritt ihn in Rechtsangelegenheiten. Er nimmt die Aufgaben der Kreissynode zwischen deren Tagungen wahr. In seinen monatlichen Sitzungen berät er alle wichtigen Ereignisse und Entwicklungen im Kirchenkreis. Er wirkt mit bei der Stellenbesetzung, regelt die Dienstaufsicht für die Mitarbeiter, verwaltet das Vermögen des Kirchenkreises, führt dessen Haushalt und beaufsichtigt die Vermögens- und Finanzverwaltung der Kirchengemeinden. In allen Fragen arbeitet er eng mit dem für den Kirchenkreis zuständigen Kirchlichen Verwaltungsamt zusammen. Über seine Arbeit erstattet er regelmäßig Bericht vor der Kreissynode. Der Vorsitzende ist Superintendent Florian Kunz.

### Verwaltung
Der Kirchenkreis hat seinen Sitz in Berlin-Spandau, Jüdenstraße 37. Dort sind auch die Dienste und Arbeitsstellen des Kirchenkreises untergebracht.

### Kirchengemeinden
Zum Kirchenkreis Spandau gehörten im Jahr 2022 17 Kirchengemeinden. Nach der Fusion der Kirchengemeinden Am Groß-Glienicker See und der Kirchengemeinde Kladow zur „Evangelischen Dorf- und Schilfdach-Kirchengemeinde in Kladow“ zum 1. Januar 2014 umfasst der Kirchenkreis 16 Gemeinden.

## Arbeitsbereiche

### Arbeitsstellen des Kirchenkreises
- Die Arbeitsstelle für evangelischen Religionsunterricht ist für den evangelischen Religionsunterricht an den 53 öffentlichen Schulen Spandaus zuständig. Sie plant den Einsatz von zurzeit 90 Religionslehrkräften und übt die Dienst- und Fachaufsicht über sie aus.
- Die Arbeitsstelle für Beratung und Zusammenarbeit bietet den Kirchengemeinden des Kirchenkreises Gemeindeberatung, Organisationsentwicklung und Supervision an und begleitet Veränderungsprozesse und Konflikte. Außerdem macht sie Angebote zur Fortbildung von Haupt- und Ehrenamtlichen.
- Die Islambeauftragte pflegt den Dialog mit den in Spandau lebenden Muslimen und hält den Kontakt zu den Moscheen im Kirchenkreis. In Veranstaltungen und Fortbildungen in Gemeinden, zum Beispiel für Erzieherinnen oder im Konfirmandenunterricht, informiert sie über den Islam mit dem Ziel, Vorurteile abzubauen.
- Öffentlichkeitsarbeit: Der Kreiskirchenrat gibt etwa fünfmal im Jahr den „Rundbrief für den Ev. Kirchenkreises Spandau“ heraus. Die Referentin für Öffentlichkeitsarbeit pflegt den Kontakt zu den Medien, betreut den Internetauftritt und unterstützt die Gemeinden bei ihrer eigenen Öffentlichkeitsarbeit.

### Fachberatung in der Arbeit mit Kindern und für Kindertageseinrichtungen
24 evangelische Kindertagesstätten und Eltern-Kind-Gruppen liegen auf dem Gebiet des Kirchenkreises. Der Kirchenkreis bietet Trägern, Mitarbeitern und Eltern eine professionelle Fachberatung dazu an, die auch von Eltern-Kind-Gruppen im Bereich der Kirchengemeinden in Anspruch genommen werden kann.
Die fachliche Beratung der Träger erstreckt sich auf Neuanstellungen von Personal und die Begleitung der Einrichtungen bei der Konzeptionsentwicklung, ihrer Qualitätsentwicklung und -sicherung. Sie organisiert und vermittelt Fortbildungsangebote für Mitarbeiter und arbeitet zusammen mit dem Verband ev. Kindertageseinrichtungen für Berlin-Brandenburg-schlesische Oberlausitz (VETK) und den Fachberatern anderer Kirchenkreise. Sie kooperiert mit der Senatsverwaltung und dem Jugendamt des Stadtbezirks.
Für Eltern ist eine Beratung in Erziehungsfragen, ggf. auch bezogen auf Integration von Kindern mit Behinderungen möglich.

### Arbeitsstelle für Jugendarbeit im Kirchenkreis Spandau (AJAKS)
Hier wird die Jugendarbeit im Kirchenkreis und mit anderen Institutionen vernetzt. AJAKS entwickelt Projekte und Konzeptionen für die Arbeit mit Jugendlichen, bildet ehrenamtliche Mitarbeiter in der Jugendarbeit aus und ist verantwortlich für die Fortbildung hauptberuflicher Mitarbeiter in den Kirchengemeinden. Verantwortlich ist ein Kreisjugendpfarrer.

### Arbeitsgruppen der Kreissynode
Die Kreissynode hat Arbeitsgruppen gebildet, die in überwiegend ehrenamtlicher Arbeit tätig sind. Zurzeit bestehen folgende Gruppen:
- Arbeitsgruppe Asyl[48]
- Arbeitsgruppe Christen und Juden[49]
- Arbeitsgruppe Ehrenamt[50]
- Arbeitsgruppe Frauen[51]
- Mahnwache für Toleranz und ein friedliches Miteinander – gegen Rassismus, Antisemitismus und Islamfeindlichkeit: Die Mahnwachen wurden von der AG Asyl und der AG Christen und Juden erstmals im März 1998 ins Leben gerufen und werden seitdem gemeinsam vorbereitet und organisiert. Sie finden seit September 2001 monatlich an jedem ersten Samstag im Monat von 11 bis 12 Uhr auf dem Spandauer Markt statt; vorher ist um 10 Uhr jeweils eine Andacht in der St.-Nikolai-Kirche.[52]

## Kirchengebäude
Zum Kirchenkreis Spandau gehören folgende Kirchengebäude:
| Kirchengemeinde                                                                                          | Kirche                                       | Bild                                             | Lage | Ortsteil           |
| --- | -------------------------------------------- | ------------------------------------------------ | ---- | ------------------ |
| Am Groß-Glienicker See (ab 1. Januar 2024 „Evangelische Dorf- und Schilfdach-Kirchengemeinde in Kladow“) | Schilfdachkapelle Zum Guten Hirten           | Schildachkapelle Kladow                          | Lage | Kladow             |
| Dorfkirchengemeinde Gatow                                                                                | Dorfkirche Gatow                             | Dorfkirche Gatow                                 | Lage | Gatow              |
| Evangelisches Johannesstift Berlin                                                                       | Kirche im Johannesstift                      | Stiftskirche im Johannesstift Spandau            | Lage | Hakenfelde         |
| Kirchengemeinde Kladow (ab 1. Januar 2024 „Evangelische Dorf- und Schilfdach-Kirchengemeinde in Kladow“) | Dorfkirche Kladow                            | Dorfkirche Kladow                                | Lage | Kladow             |
| Klosterfelde                                                                                             | Gemeindehaus Klosterfelde                    | Gemeindehaus Klosterfelde                        | Lage | Falkenhagener Feld |
| Lutherkirchengemeinde                                                                                    | Lutherkirche                                 | Lutherkirche Spandau                             | Lage | Spandau Neustadt   |
| Melanchthon-Kirchengemeinde                                                                              | Melanchthon-Kirche                           | Melanchthonkirche Wilherlmstadt                  | Lage | Wilhelmstadt       |
| Nathan-Söderblom-Gemeinde                                                                                | Nathan-Söderblom-Kirche                      | Nathan-Döderblom-Kirche Klosterfelde             | Lage | Wilhelmstadt       |
| Paul-Gerhardt-Gemeinde                                                                                   | Paul-Gerhardt-Gemeindezentrum                | Paul-Gerhardt-Gemeindezentrum Falkenhagener Feld | Lage | Falkenhagener Feld |
| Kirchengemeinde Siemensstadt                                                                             | Christophoruskirche                          | Christophoruskirche Siemensstadt                 | Lage | Siemensstadt       |
| Kirchengemeinde Siemensstadt                                                                             | Dreieinigkeitskirche                         | Dreieinigkeitskirche Tegel                       | Lage | Tegel              |
| Kirchengemeinde Staaken-Gartenstadt                                                                      | Kirche Staaken-Gartenstadt                   | Kirche Staaken-Gartenstadt                       | Lage | Staaken            |
| St. Nikolai in Spandau                                                                                   | St.-Nikolai-Kirche                           | St. Nokolai Spandau                              | Lage | Spandau            |
| St. Nikolai in Spandau                                                                                   | Petruskirche                                 | Petrus-Kirche Spandau                            | Lage | Spandau            |
| Weihnachtskirchengemeinde Haselhorst                                                                     | Weihnachtskirche                             | Weihnachtskirche Haselhoirst                     | Lage | Haselhorst         |
| Weinberg-Kirchengemeinde                                                                                 | Laurentiuskirche                             | Laurentiuskirche Wilhelmstadt                    | Lage | Wilhelmstadt       |
| Weinberg-Kirchengemeinde                                                                                 | Gnadenkirche                                 | Gnadenkirche Wilhelmstadt                        | Lage | Wilhelmstadt       |
| Wichern-Radeland-Gemeinde                                                                                | Wichernkirche                                | Wichernkirche Hakenfelde                         | Lage | Hakenfelde         |
| Wichern-Radeland-Gemeinde                                                                                | Gemeindezentrum Radeland                     | Gemeindezentrum Radeland                         | Lage | Hakenfelde         |
| Zuflucht-Jeremia-Kirchengemeinde                                                                         | Zufluchtskirche                              | Zufluchtskirche Berlin                           | Lage | Falkenhagener Feld |
| Zuflucht-Jeremia-Kirchengemeinde                                                                         | Jeremia-Kirche                               | Jeremia-Kirche (Berlin)                          | Lage | Falkenhagener Feld |
| Kirchengemeinde Zu Staaken                                                                               | Dorfkirche Staaken                           | Dorfkirche Staaken                               | Lage | Staaken            |
| Kirchengemeinde Zu Staaken                                                                               | Zuversichtskirche (entwidmet)                | Zuversichtskirche Staaken                        | Lage | Staaken            |
| Kirchengemeinde Zu Staaken                                                                               | Kirche im Gemeinwesenzentrum Heerstraße Nord |                                                  | Lage | Staaken            |